# Andrée Touré

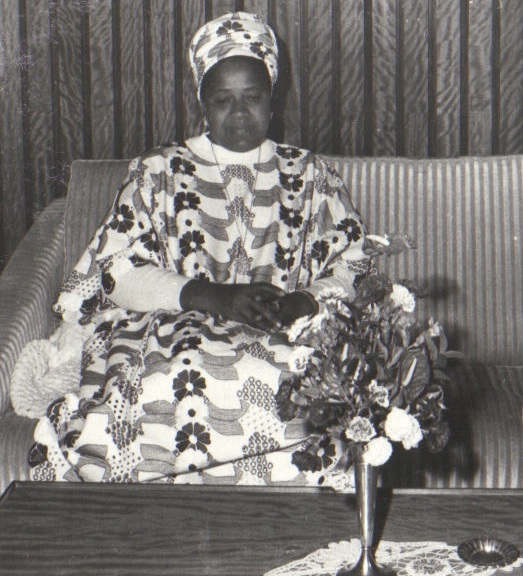
Andrée Touré (1979)

Hadja Andrée Touré (* 1934 als Marie-Andrée Duplantier in Macenta) war als Gattin des guineischen Präsidenten und Diktators Ahmed Sékou Touré die erste First Lady von Guinea, das 1958 seine Unabhängigkeit erlangte.

## Leben
Touré war eine Tochter des französischen Militärarztes Paul-Marie Duplantier und der Guineerin Kaïssa Kourouma. Bei Beginn des Zweiten Weltkrieges verließ ihr Vater das Land. Sie wuchs – wie traditionell in Guinea üblich mit dem mütterlichen Familiennamen Andrée Kourouma – in Kankan bei der Familie ihres Onkels Sinkoun Kaba auf. Während dieser Zeit wurde sie in den Islam eingeführt, blieb aber wie ihr Vater katholisch. Ab 1946 besuchte sie das von den Josefschwestern von Cluny betriebene Collège des jeunes filles in Conakry. Sie verließ die Schule mit dem Abschluss Brevet élémentaire und wurde Sekretärin der Frauenvereinigung der Union française.
Bei ihrem Onkel Sinkoun Kaba lernte sie Sékou Touré kennen. Die Familien standen miteinander in Verbindung, da der Großvater von Hadja Andrée mütterlicherseits beim Almamy Samory Touré aufgewachsen war. Die Ehe war zwar wie damals üblich von den Familien arrangiert, jedoch auch von den beiden künftigen Eheleuten gewollt.
Sékou Touré hätte die Trauung gerne in der Kathedrale von Conakry vollzogen, fand aber dazu nicht die Zustimmung des zuständigen Erzbischofs Michel Bernard (1911–1993). So fand die religiöse Trauung am 18. Juni 1953 nach islamischem Ritus in der Großen Moschee von Kankan, wie es die religiöse Praxis der damaligen Zeit erlaubte, in Abwesenheit des Brautpaares statt. Für Sékou Touré war es nicht die erste Heirat. Er hatte 1944 ein guineisches Mädchen namens Binetou Touré geheiratet, diese Ehe wurde am 4. Juli 1947 geschieden. Am 9. Januar 1948 heiratete er eine junge katholische Frau namens Marie N’Daw mit senegalesischer Abstammung und ließ sich Ende 1952 von ihr scheiden.
Das Ehepaar wohnte zuerst im Stadtteil Sandervalia, sie zogen aber noch im selben Jahr in die Residenz des Bürgermeisters von Conakry. Sie hielten sich aus der guineischen Politik heraus, versuchten aber, ihren sozialen Rang zu behaupten. Andrée Touré konvertierte zum Islam.
Im März 1961 wurde der einzige Sohn des Paares, Mohamed Touré, geboren. Ihr Mann starb am 26. März 1984 in einem Krankenhaus in den USA. Kurz nach seinem Tod fand ein Putsch in Guinea statt, und Andrée Touré wurde gemeinsam mit ihrem Sohn verhaftet. 1987 wurde sie zu acht Jahren Haft verurteilt, wurde aber im Jahr darauf nach vier Jahren im Gefängnis freigelassen. Danach lebte sie in Marokko, der Elfenbeinküste und im Senegal und kehrte 2000 nach Guinea zurück. Dort versuchte sie, das Gedenken an ihren Ehemann und seine Rolle bei der Errichtung des guineischen Staates zu bewahren. Ihr Sohn Mohamed Touré wurde Generalsekretär der von seinem Vater gegründeten Partei Demokratische Partei Guineas.
Im Oktober 2023 veröffentlichte Hadja Andrée Touré in hohem Alter ihre Autobiografie mit dem Titel Ma vie auprès d'Ahmed Sékou Touré (dt.: Mein Leben mit Ahmed Sékou Touré). Darin beschreibt sie den Weg an der Seite ihres Ehemannes in der Zeit nach dem Kampf um die Unabhängigkeit von Guinea, ihre Reisen um die Welt und ihr gemeinsames Leben.

## Ehrungen
- 1959: Sonderstufe des Großkreuzes des Verdienstordens der Bundesrepublik Deutschland

## Publikation
- Ma vie auprès d'Ahmed Sékou Touré. Éditions L’Harmattan Guinée, 2023, ISBN 978-2-336-41101-9 (französisch).